# Quận Victoria, Texas
Quận Victoria (tiếng Anh: Victoria County) là một quận trong tiểu bang Texas, Hoa Kỳ. Quận lỵ đóng ở thành phố Victoria6. Theo kết quả điều tra dân số năm 2000 của Cục điều tra dân số Hoa Kỳ, quận có dân số 84.088 người.

## Thông tin nhân khẩu
Theo điều tra dân số 2 năm 2000, đã có 84.088 người, 30.071 hộ gia đình, và 22.192 gia đình sống trong quận. Mật độ dân số là 95 người cho mỗi dặm vuông (37/km ²). Có 32.945 đơn vị nhà ở với mật độ trung bình là 37 cho mỗi dặm vuông (14/km ²). Thành phần chủng tộc của quận gồm 74,22% người da trắng, 6,30% da đen hay Mỹ gốc Phi, 0,53% người Mỹ bản xứ, 0,77% người châu Á, 0,04% người đảo Thái Bình Dương, 15,92% từ các chủng tộc khác, và 2,22% từ hai hoặc nhiều chủng tộc. 39,20% dân số là người Hispanic hay Latino thuộc chủng tộc nào. 16,2% là của Đức, 6,2% của Mỹ và 5,6% gốc tiếng Anh theo điều tra dân số năm 2000. 73,3% nói tiếng Anh và tiếng Tây Ban Nha 25,5% là ngôn ngữ đầu tiên của họ.
Có 30.071 hộ, trong đó 37,20% có trẻ em dưới 18 tuổi sống chung với họ, 56,70% là các cặp vợ chồng sống với nhau, 12,70% có chủ hộ là nữ không có mặt chồng, và 26,20% là không lập gia đình. 22,40% của tất cả các hộ gia đình đã được tạo thành từ các cá nhân và 9,10% có người sống một mình 65 tuổi trở lên đang. Bình quân mỗi hộ là 2,75 và cỡ gia đình trung bình là 3,23.
Trong quận, cơ cấu tuổi dân số với 29,10% ở độ tuổi dưới 18, 9,20% 18-24, 28,10% 25-44, 21,50% 45-64, và 12,00% người 65 tuổi trở lên. Tuổi trung bình là 34 năm. Cứ mỗi 100 nữ có 94,90 nam giới. Cứ mỗi 100 nữ 18 tuổi trở lên, đã có 91,70 nam giới.
Thu nhập trung bình cho một hộ gia đình trong quận đã được $ 38.732, và thu nhập trung bình cho một gia đình là $ 44,443. Nam giới có thu nhập trung bình $ 35.484 so với 21.231 $ cho phái nữ. Thu nhập trên đầu cho các quận được $ 18,379. Giới 10,50% gia đình và 12,90% dân số sống dưới mức nghèo khổ, trong đó có 17,20% những người dưới 18 tuổi và 11,70% có độ tuổi từ 65 trở lên.